# Mayumi (プロゲーマー)
ジュリア・"マユミ"・ナカムラ（スペイン語: Júlia "Mayumi" Nakamura、2002年5月22日 -   ）は、日系ブラジル人の『League of Legends』プロゲーマー（eスポーツ選手）である。Mayumiの名前で選手登録をしており、INTZ e-Sportsで活動していた。

## 経歴
2019年8月、マユミが17歳の頃にタイナ・"ヤツ”・サントスと一緒に契約書に署名し、INTZに加入した。加入後は2019年末の「ABCDE Super League」で競技に参加した。加入時は「チャレンジャー」として位置づけられ、ブラジル国内リーグでの活躍が期待されていた。
デビューするとマユミは、中国のSNSサービス新浪微博で話題となり、13000件のいいねと800のコメントが寄せられた。
2020年1月の配信番組の中で、対戦相手のペドロ・"レプ"・マルカリ (Pedro“ Lep” Marcari) が、視聴者から寄せられた「スーパーリーガでマユミと握手した後に金玉をしごくんだろ？」というメッセージに対して「（握手した）後？ 少なくとも前にするね」と言われてしまう性被害に遭う。レプは出演番組から今後の出演を禁じられた。
翌年2020年2月ごろからマユミは選手としてよりかは広報として扱われ始めた。練習試合に呼ばれることがなくなり、コーチからのカウンセリングもなくなった。
さらに、ゲーミングハウスからはマユミの椅子や机がなくなり、ゲームのミーティングにも呼ばれなくなった。
こうした経緯から、2020年5月25日にINTZからの脱退を表明し、翌26日にINTZに対して訴訟を起こした。